# 手搖琴
手搖琴，又稱絞弦琴（英語：Hurdy-gurdy），是一種見於歐洲各地的古老弦樂器，通過樂手轉動樂器上的手柄，聯動腹腔内樹脂包裹的轮子来摩擦琴弦，從而震動發聲。手搖琴有多個伴音絃，因此可以產生一種類似風笛的持續音，而實際上在奧克西塔尼亞、加泰隆尼亞、卡津、坎塔布里亚和匈牙利的民間音樂中它就常常和風笛交替使用。

## 歷史

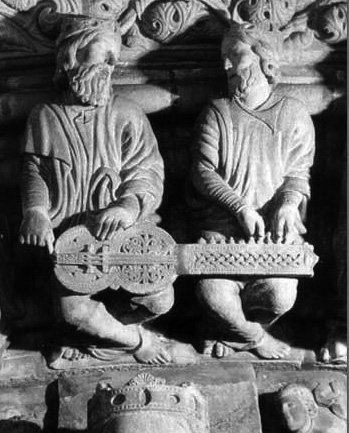
彈奏「Organistrum」的人，聖地亞哥-德孔波斯特拉

手搖琴的前身可能是歐洲或者中東地區的提琴，出現時間大概是公元11世紀左右。它最早被稱為「Organistrum」，有一根旋律弦和兩根伴音絃。但因爲體積較大，需要兩個樂手合作才能演奏。它以五度相生律定弦，是當時教堂裏使用的宗教樂器。據稱10世紀基督教聖人克吕尼的俄多曾寫過一篇文章描述「Organistrum」的製作方法，但這种説法並不太可信。此外另有一篇10世紀的阿拉伯文獻也記載了類似「Organistrum」的樂器。而聖地亞哥-德孔波斯特拉的一座教堂裏存在最早的「Organistrum」雕塑，而其雕刻年代應該是12世紀。:47:3

## 外部連接
- 巴洛克手搖琴 （页面存档备份，存于）
- hurdy-gurdy wiki （页面存档备份，存于）
- Caroline Phillips: Hurdy-gurdy for beginners （页面存档备份，存于），TED talks
- Discover the Hurdy-gurdy in video （页面存档备份，存于），教程
- 荷蘭手搖琴 （页面存档备份，存于）